# Annetta South
Pour les articles homonymes, voir Annetta (homonymie).
Annetta South est une municipalité américaine du comté de Parker, dans l’État du Texas. Lors du recensement de 2010, sa population s’élevait à 526 habitants.